# Élisabeth Ire (impératrice de Russie)
Pour les articles homonymes, voir Élisabeth Ire.
Élisabeth Petrovna (en russe : Елизавета Петровна, Ielizaveta Petrovna), dite Élisabeth la Clémente, née à Kolomenskoïe (tsarat de Russie) le 18 décembre 1709 (29 décembre dans le calendrier grégorien) et morte à Saint-Pétersbourg (Empire russe) le 25 décembre 1761 (5 janvier 1762 dans le calendrier grégorien), est impératrice régnante de Russie du 6 décembre 1741 jusqu'à sa mort.
Elle est la dernière des Romanov de pure souche russe à régner sur la Russie. La dynastie suivante est de souche germanique et est appelée « Romanov-Holstein-Gottorp ».

## Jeunesse
Fille de Pierre le Grand et de Catherine Ire, elle parlait couramment le français et un peu l'allemand. Son père veut la marier au duc de Chartres (1703-1752) fils du Régent, mais les négociations entamées en 1721 n'aboutissent pas.
Sa mère entre en pourparlers avec la cour de Versailles pour la marier à Louis XV, mais Mme de Prie, maîtresse du duc de Bourbon alors premier ministre, craint avec un tel arrangement de perdre son influence à la Cour ; et la proposition de la nouvelle impératrice de Russie, pourtant tout à fait dans l'intérêt de la France, est repoussée.
Elle est enfin fiancée avec le prince de Lübeck, mais celui-ci meurt peu avant le mariage.

## Accession au trône de Russie
Élisabeth monte sur le trône le 25 novembre 1741 (6 décembre dans le calendrier grégorien), profitant d'une lutte entre factions. L'empereur en titre, Ivan VI, étant un nourrisson, la régence a été confiée à sa mère Anna Leopoldovna, qui accorde aux Prussiens une forte influence politique, ce qui déplait à la garde impériale. Aidée et encouragée par le médecin français, le comte Jean Armand de Lestocq, et l'ambassadeur du royaume de France le marquis de La Chétardie, elle fomente et mène un coup d'État pacifique, mettant fin à la dictature d'Ernst Johann von Biron.
Elle marche à la tête du régiment Préobrajensky contre le palais d'Hiver, fait arrêter les membres de la famille de Brunswick, Münnich et Ostermann et se fait proclamer impératrice.

## Impératrice de Russie

### Affaires étrangères

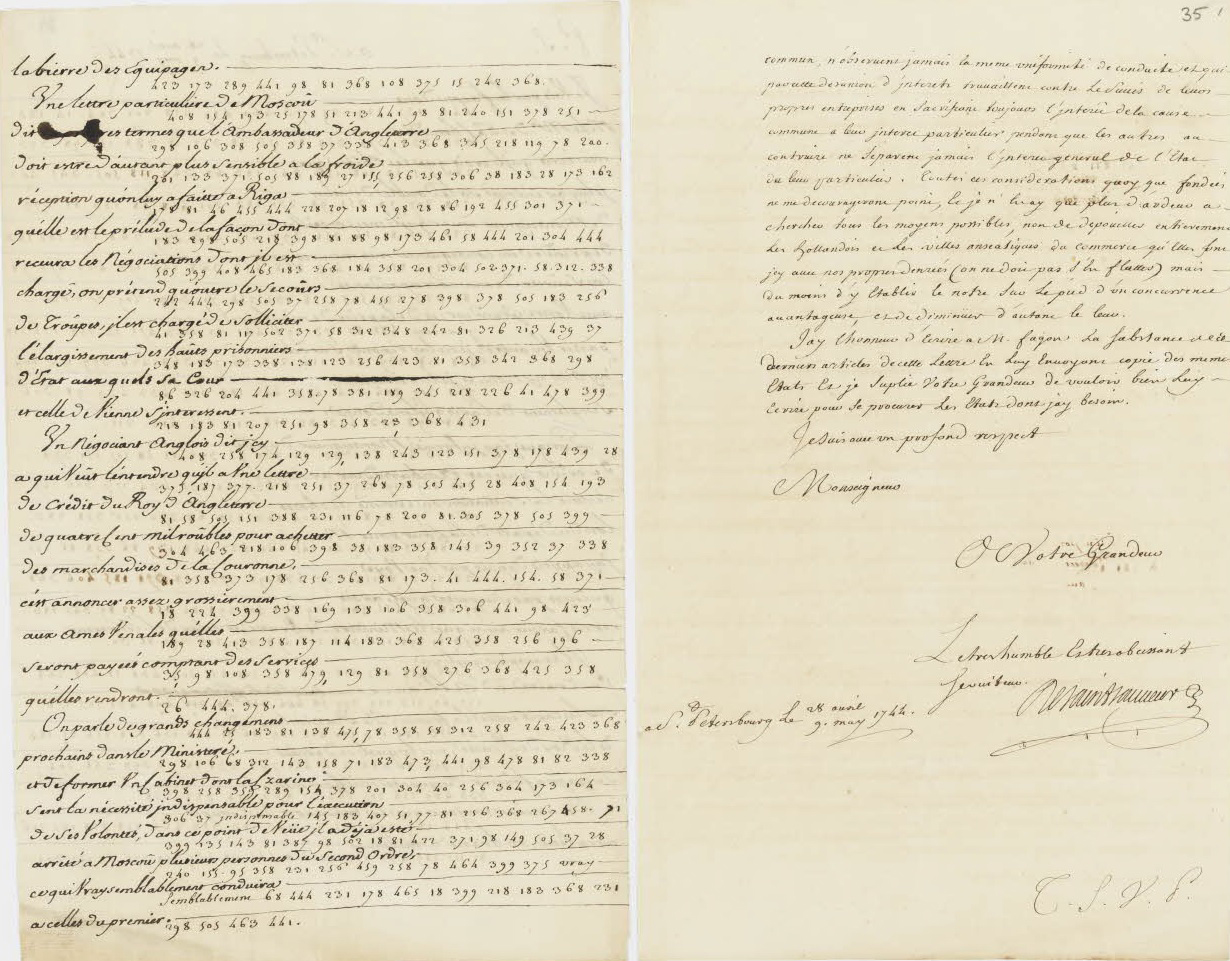
Lettre de Jean-Baptiste Decury de Saint-Sauveur, consul à Saint–Pétersbourg auprès de la tsarine Élisabeth Ire, au comte Jean–Frédéric Phélypeaux de Maurepas, secrétaire de la Marine, faisant suite au renvoi du consul M. de La Chétardi. 9 mai 1744, Archives nationales de France.

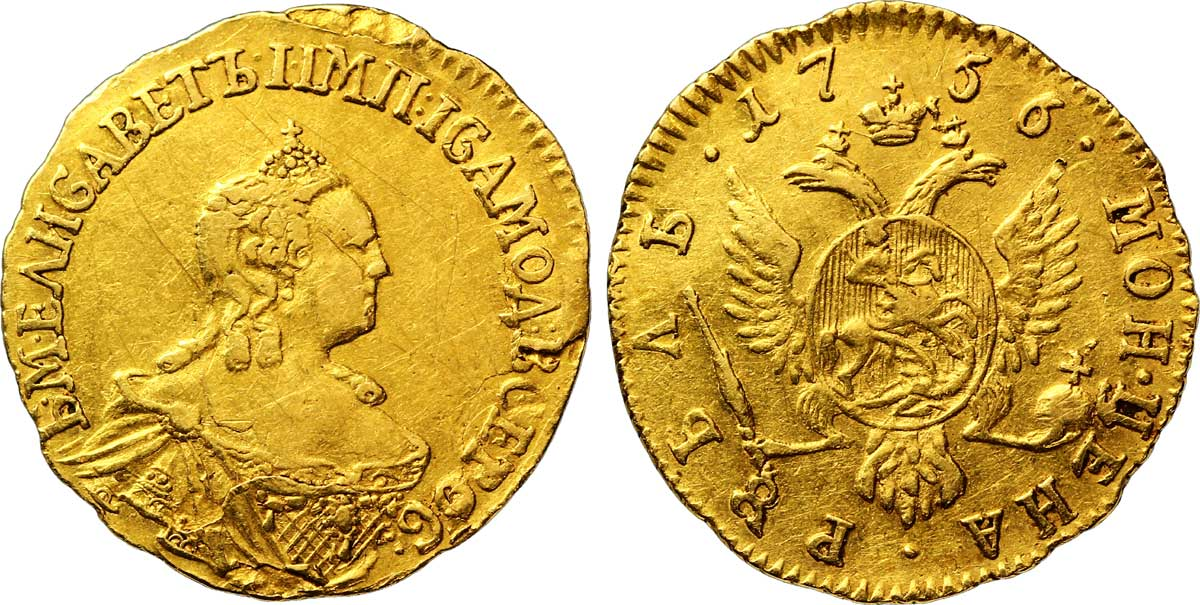
1 rouble à l'effigie d'Élisabeth Ire de Russie.

Une fois sur le trône, elle s'appuie fortement sur le comte Alexis Pétrovitch Bestoujev-Rioumine, son chancelier, pour contrebalancer l'influence germanique par celle de la France.
Son règne est marqué par trois guerres victorieuses :
1. La guerre russo-suédoise de 1741-1743, terminée par le traité d'Åbo, se solde par la cession de la Finlande méridionale à l'Empire russe ;
2. la guerre de Succession d'Autriche s'apparente plus à une « promenade de santé » par le faible nombre des engagements militaires de ses troupes (1746) ;
3. la guerre de Sept Ans, contre la Prusse, est beaucoup plus sérieuse et manque de se terminer par un désastre pour le roi de Prusse Frédéric le Grand. Les troupes d'Élisabeth sont en effet victorieuses à la bataille de Züllichau, puis à celle de Kunersdorf (1759), qui se termine par la pire défaite qu'ait connue Frédéric II, Berlin étant même temporairement occupé. Frédéric II est sauvé par la mort de l'impératrice, et par l'avènement de son neveu Pierre III, de culture allemande, et qui retire rapidement ses troupes, signant la paix, le 5 mai, puis un traité d'alliance, le 16 juin 1762.

### Affaires internes

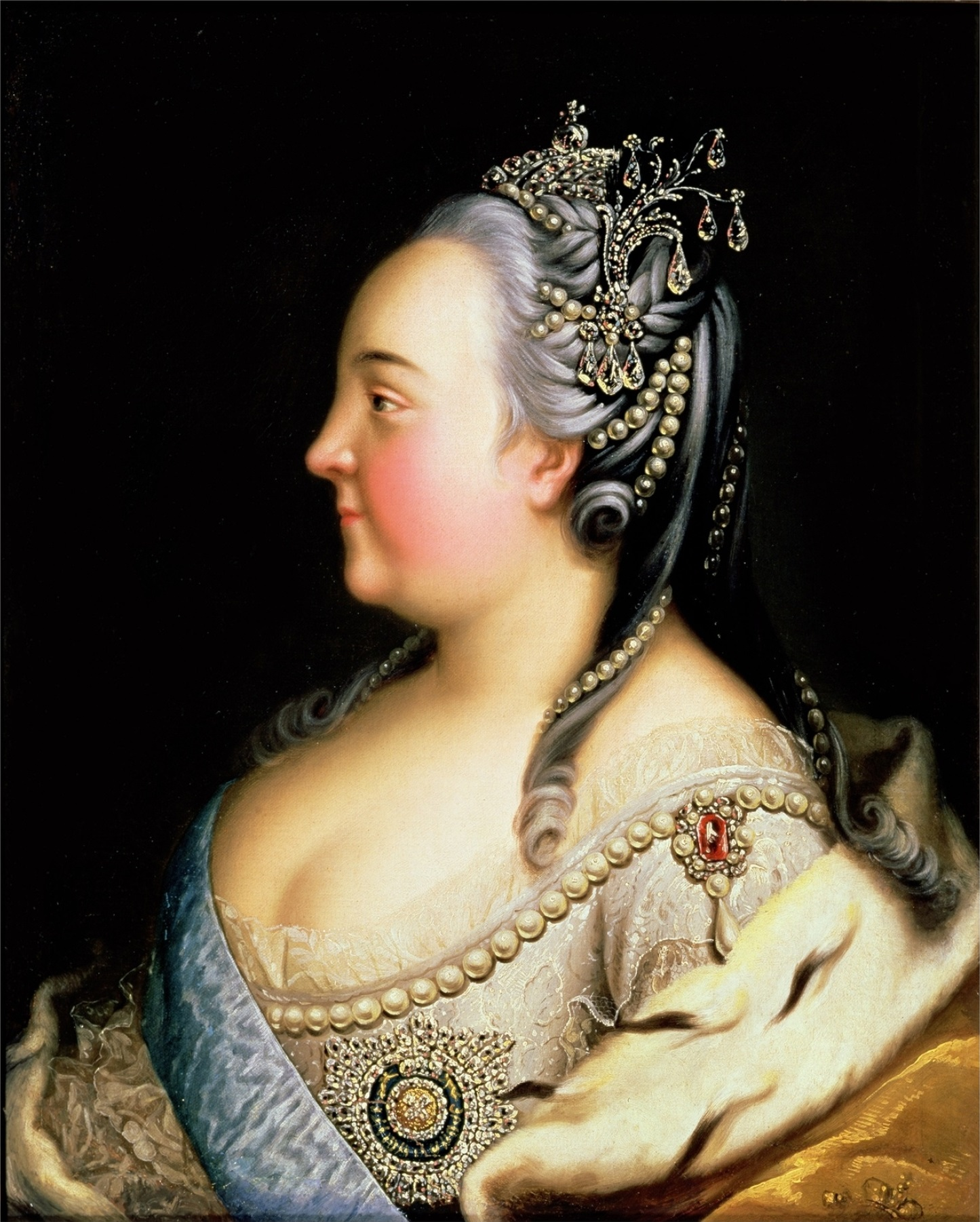
Élisabeth Pétrovna, par Heinrich Buchholz.

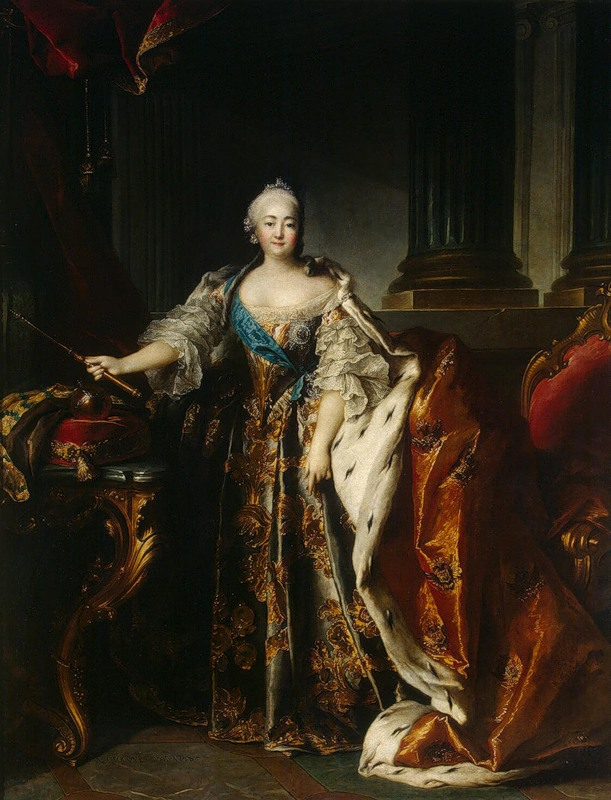
Portrait officiel d'Élisabeth Ire par Louis Tocqué, avec son cordon de l'ordre de Sainte Catherine (1758), rez-de-chaussée du musée de l'Ermitage.

Elle prend part, sous l'influence de Mikhail Lomonossov (1712-1765), à la fondation de l'université de Moscou (1755) et l'académie des beaux-arts à Saint-Pétersbourg (1758). Elle est conseillée dans ce domaine par Ivan Chouvalov, cousin du ministre, et homme de vaste culture.
Son cousin, le comte Pierre Chouvalov, dirige pendant toute la durée du règne les affaires intérieures.
La première réforme importante est la réorganisation du Sénat qui devient de fait l'institution suprême de l'État et détient la totalité du pouvoir législatif et administratif. Il est donc plus puissant que sous le règne de Pierre le Grand.
Afin d'améliorer la situation financière de l'Empire mise à mal par le règne précédent, Chouvalov augmente le prix du sel et de l'eau de vie, mais renonce à réclamer les arriérés d'impôt. Il afferme toutes les exportations par la mer Blanche et les exploitations minières de l'Oural. Il supprime les douanes intérieures, mais renforce le cordon douanier extérieur. De nombreuses manufactures (984) voient le jour.
La noblesse se voit octroyer le privilège exclusif de la possession des terres habitées par des serfs.
Élisabeth met en œuvre un moratoire sur la peine de mort de façon qu'aucune condamnation n'intervint durant son règne.
Sa politique permet aux nobles de gagner du pouvoir au niveau local du gouvernement tout en réduisant leurs obligations de service envers l'État.
Élisabeth fait venir son neveu, Pierre de Holstein (futur tsar Pierre III) et arrange son mariage avec Sophie d'Anhalt-Zerbst, qui devient ensuite la tsarine Catherine II la Grande.

## Personnalité

### Tempérament

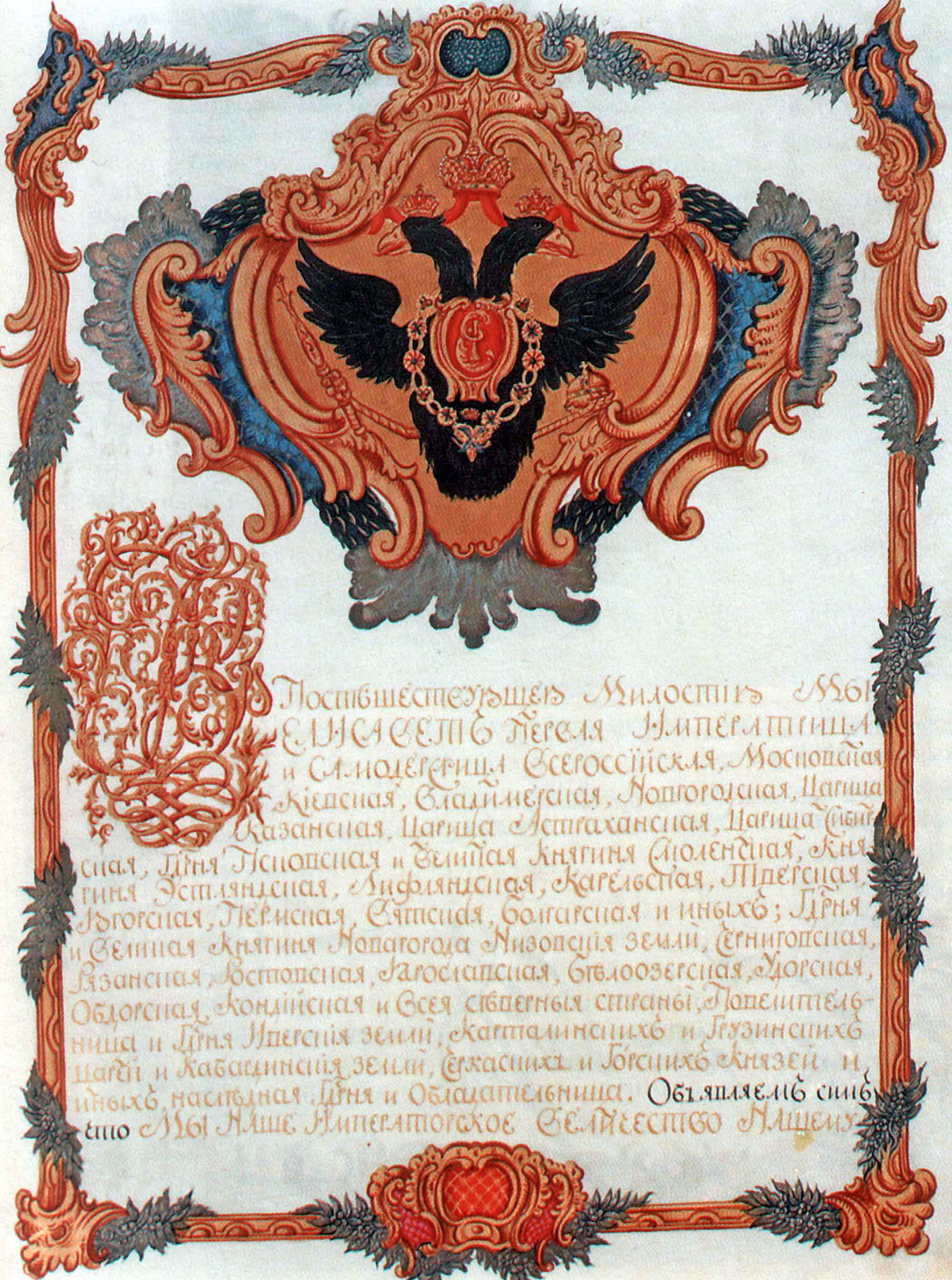
Document adressé au général Balthasar von Campenhausen,
27 mai 1756.

Elle a hérité de Pierre le Grand un tempérament instable et mobile, proche de la cyclothymie, qui la fait continuellement changer de résidences. Une fois montée sur le trône, c'est une femme resplendissante de santé et fort belle. Elle est sujette, comme son père, à de violents accès de colère, mais elle prend l’engagement de ne pas appliquer la peine de mort dans son Empire.
L'impératrice, si elle eut des favoris, n'aima qu'un homme, ancien cosaque, Alexis Razoumovski, qui ne joua aucun rôle politique.
Au début, son règne est celui de l'émancipation nationale et elle est fort populaire.
Elle avait une nature pieuse, allant parfois jusqu'à la superstition selon les diplomates. Elle sut s'appuyer sur l'Église orthodoxe.

### Une impératrice aimant la culture

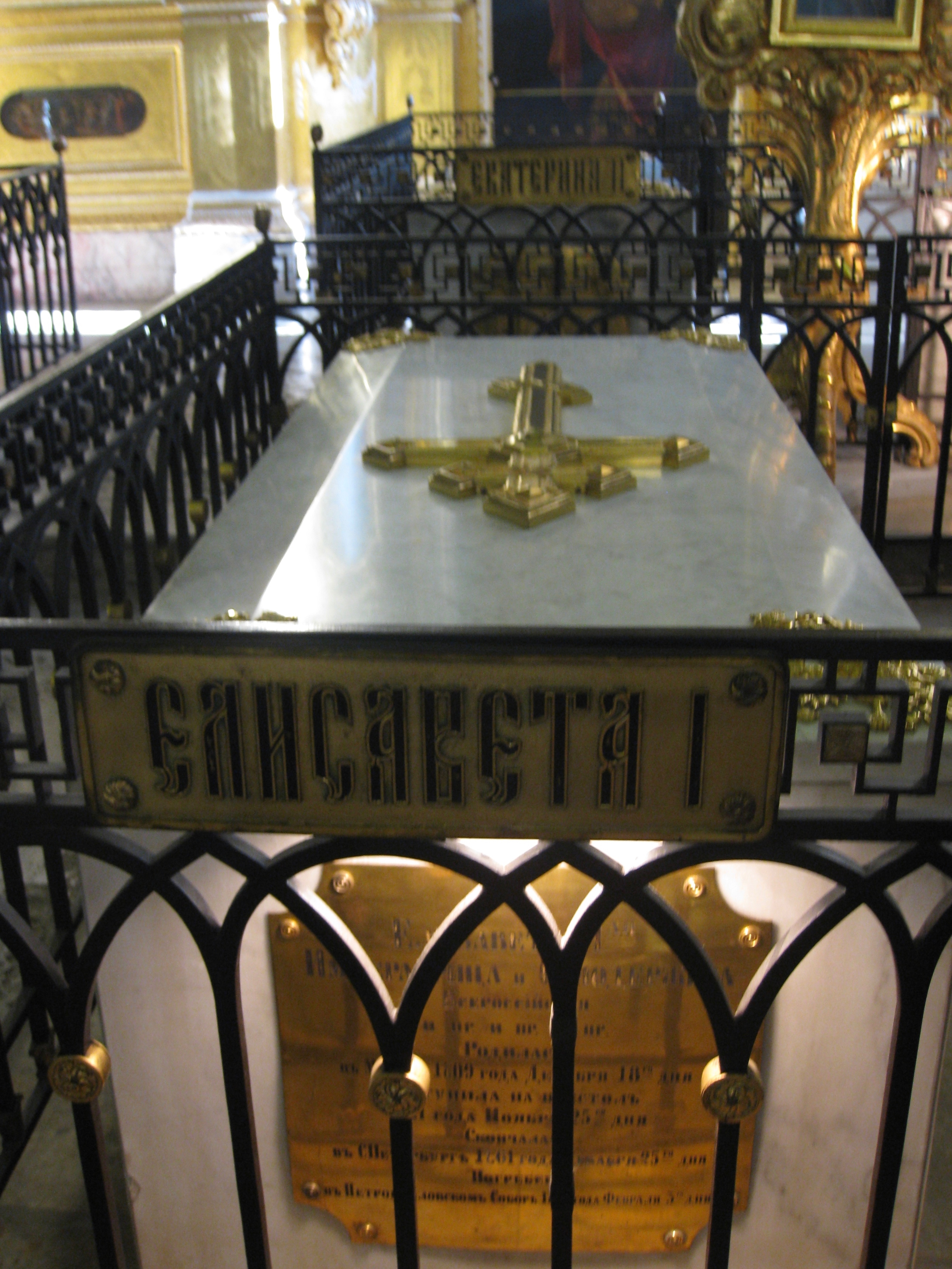
Tombeau de marbre blanc de l'impératrice Élisabeth Ire de Russie.

Femme peu cultivée dans sa jeunesse, (elle ne savait pas, par exemple, que la mer sépare la France de l'Angleterre), Élisabeth est désireuse d'apprendre et, comme son père, de cultiver la Russie. Elle parle français à la perfection, un peu l'allemand et possède des notions d'italien. Elle invite plusieurs peintres français renommés, comme Louis-Joseph Le Lorrain, futur directeur de l’académie de Saint-Pétersbourg, les frères Lagrenée, Louis Tocqué, etc. pour y donner leur enseignement. Elle commanda à Giambattista Tiepolo à la fin des années 1750, une série de « demi-figures de femmes en capriccio » enregistrées dans une lettre de 1760.
L'Italien Bartolomeo Rastrelli entreprend la construction du palais d'Hiver et du couvent Smolny dans la capitale, qui comptait à l’époque 75 000 habitants, et réaménage Peterhof et Tsarskoïé Selo. C'est le fameux style Élisabeth, magnifique et baroque, qui allait donner son empreinte à cette époque brillante. Les bals de la Cour sont renommés dans toute l'Europe.
Son règne marque aussi le début de la francophilie et de l'usage de la langue française dans la noblesse qui allait durer jusqu'à la révolution de 1917.
Le premier théâtre russe est fondé, beaucoup de pièces traduites du français sont jouées, comme celles de Molière. L’impératrice fait venir de Paris la compagnie dramatique de Charles Sérigny en 1742. Les acteurs français recevaient un contrat de deux à cinq ans. La compagnie demeura seize ans à Saint-Pétersbourg, tandis que d’autres s'installaient. Ce flot ininterrompu durera jusqu'en 1918, notamment au théâtre Michel.
Élisabeth donne aussi l'impulsion au renouveau de la musique d'Église, mais pour le reste, il s'agit d'une culture massivement importée dont la greffe demandera encore du temps.
L'image de la cour est brillante et francisée, mais il s'agit parfois d'une façade, car les courtisans - comme dans d'autres cours - ne sont pas tous cultivés et préfèrent rivaliser par le luxe de leurs dépenses,. Certains possèdent leurs propres troupes de théâtre et leurs orchestres de chambre. D'autres possèdent des bibliothèques immenses et se font construire des palais néoclassiques par des architectes italiens. Les dames de la cour s'habillent comme à Versailles, mais beaucoup d'entre elles rechignent à la lecture. Dans ses mémoires, Catherine II - en bonne Allemande - raconte qu'elle a souffert de ne trouver personne avec qui avoir une conversation profonde, lorsqu'elle est arrivée à la cour de Russie. Cette cour est en effet le fruit des réformes de Pierre le Grand et des ascensions sociales qu'elles ont permises (Catherine Ire était domestique à l'origine) ; l'ancienne noblesse n'était pas toujours cultivée, vivant attachée aux traditions russes, mais tout se transforme sous le règne d'Élisabeth et de Catherine II avec une grande ouverture aux idées artistiques, philosophiques et scientifiques du reste de l'Europe. Attirés par la richesse de la Russie, un flot d'artisans, de commerçants, mais aussi de militaires, de scientifiques et de toutes sortes de spécialistes s'installent dans le pays, venant surtout d'Europe du Nord, de Hollande et d'Allemagne, mais aussi de France.

## Postérité
Élisabeth est représentée sous les traits d'Isa Miranda dans le film Le Secret du chevalier d'Éon de Jacqueline Audry (1959) et dans les séries Intrigues impériales (Young Catherine) et Catherine (en) dans lesquelles le rôle d'Élisabeth est interprétée par Vanessa Redgrave et Julia Aug.

## Monogramme

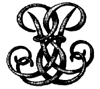
Monogramme de l'impératrice Élisabeth de Russie.

## Distinctions
- Ordre de Saint-André :
- Ordre de Sainte-Catherine (1re classe) :